# Білаші (Харківський район)
Білаші́ — село в Україні, у Дергачівській міській громаді Харківського району Харківської області. Населення становить 86 осіб. До 2020 орган місцевого самоврядування — Дергачівська міська рада.

## Географія
Село Білаші знаходиться на лівому березі річки Лопань, на відстані 2 км від міста Дергачі. Село складається з 2-х частин, рознесених на 1 км і поділених балкою, по якій протікає пересихаючий струмок з загатою. Поруч проходить залізниця, село знаходиться між станціями Безруківка і Нові Дергачі (Платформа 765 км) (2,5 км).

## Населення

### Мова
Розподіл населення за рідною мовою за даними перепису 2001 року:
| Мова       | Кількість | Відсоток |
| ---------- | --------- | -------- |
| українська | 53        | 61.63%   |
| російська  | 33        | 38.37%   |
| Усього     | 86        | 100%     |

## Історія
12 червня 2020 року, розпорядженням Кабінету Міністрів України № 725-р «Про визначення адміністративних центрів та затвердження територій територіальних громад Харківської області», увійшло до складу Дергачівської міської громади.
19 липня 2020 року, в результаті адміністративно-територіальної реформи та ліквідації Дергачівського району, село увійшло до складу Харківського району.